# باشگاه ورزشی بانگو
باشگاه ورزشی بانگو که معمولاً با نام بانگو شناخته می‌شود، یک باشگاه فوتبال حرفه‌ای برزیلی است که در ریو دو ژانیرو، در محله غربی بانگو واقع شده است. این تیم در سری دی، چهارمین رده از سیستم لیگ فوتبال برزیل، و همچنین در لیگ کاریوکا، بالاترین رده لیگ فوتبال ایالتی ریو دو ژانیرو بازی می‌کند.
این باشگاه چندین بار در سری آ برزیل شرکت کرد و در سال ۱۹۸۵ به مقام نایب قهرمانی رسید. ورزشگاه خانگی آنها ورزشگاه موکا بونیتا است که ظرفیت آن ۱۵،۰۰۰ نفر است.

## تاریخچه
ریشه این باشگاه در فابریکا بانگو (کارخانه بانگو)، واقع در محله بانگو، ریو دو ژانیرو است. برخی از بریتانیایی‌هایی که در این کارخانه کار می‌کردند، به‌ویژه توماس دونوهو، فوتبال را با آوردن توپ‌های فوتبال به محل و برگزاری اولین مسابقه فوتبال در برزیل به کارگران کارخانه معرفی کردند. در دسامبر ۱۹۰۳، اندرو پروکتر وقتی متوجه شد که همکارانش چقدر مشتاق فوتبال هستند، تأسیس یک باشگاه را پیشنهاد کرد. این باشگاه در ۱۷ آوریل ۱۹۰۴ با نام باشگاه ورزشی بانگو تأسیس شد. بانگو اولین باشگاه فوتبال در برزیل بود که بازیکنان سیاه‌پوست و مالتو داشت.
بانگو در سال ۱۹۳۳ اولین جام ایالتی خود را دریافت کرد.
در سال ۱۹۶۶، بانگو دومین قهرمانی ایالتی خود را در بازی‌ای که در بزرگترین ورزشگاه جهان با بیش از ۱۲۰،۰۰۰ هوادار، یعنی ورزشگاه ماراکانا برگزار شد، به دست آورد. آنها در یک بازی که توسط بازیکنان فلامینگو درگیری بزرگی به یادگار مانده بود، ۳–۰ فلامینگو را شکست دادند، که در آن چند بازیکن پس از آن اخراج شدند. در سال ۱۹۶۷، بانگو، به عنوان ستارگان هیوستون، نماینده شهر هیوستون در اتحادیه فوتبال متحد بود. این باشگاه با چهار پیروزی، چهار تساوی و چهار شکست به پایان رسید، اما با میانگین ۱۹،۰۰۰ هوادار در هر مسابقه، حضور در مسابقات را رهبری کرد.
در سال ۱۹۸۵، بانگو نایب قهرمان سری آ برزیل شد و حق شرکت در جام لیبرتادورس سال بعد را به دست آورد.
در سال ۲۰۰۴، بانگو به سطح دوم لیگ کاریوکا سقوط کرد، پس از پیروزی در سطح دوم در سال ۲۰۰۸، در سال ۲۰۰۹ به سطح اول بازگشت.